# Универсидад Католика
Клуб Депортиво Универсидад Католика (на испански: Club Deportivo Universidad Católica) е чилийски футболен отбор от столицата Сантяго. Създаден е на 21 април 1937 г. Играе в чилийската Примера Дивисион. Универсидад Католика е трети по брой спечелени шампионски титли (11) и купи на страната (4) след Коло Коло и Универсидад де Чиле, както и третият най-популярен отбор в Чили.

## История

### Основаване и първи успехи
Корените на Универсидад Католика могат да бъдат проследени до около 1910 г., когато студенти от Католическия университет в Сантяго се събират да играят футбол, като често се изправят срещу свои колеги от Универсидад де Чиле. С времето се заражда идеята за основаване на професионален отбор и така на 21 април 1937 г. клубът е основан официално като едно от многото спортни направления на Католическия университет. Същата година отборът се включва в първенството на втора дивизия, където завършва на второ място след Универсидад де Чиле. През 1938 г. двата университетски отбора изявяват желание да участват в шампионата на първа дивизия, но организаторите на първенството решават да включат само един от тях. За да бъде избран един от тях е взето решение те да се включат в първия елиминационен кръг на Кампеонато де Апертура. Докато „католиците“ губят от Коло Коло с 6:2, „Сините“ завършват 1:1 в редовното време с Аудакс Италяно (след златен гол губят с 2:1) и отговорните лица решават, че футболистите на Универсидад де Чиле са се представили по-добре и така печелят място в елита. Все пак през 1939 г. и Универсидад Католика получава право да играе в първа дивизия.
Още в дебютния си сезон в елита тимът завършва на четвърто място, но в следващите години не се представя толкова добре и остава предимно в средата на класирането. На 12 октомври 1945 г. официално е открит новият стадион Индепенденсия, където се играят мачове от Примера Дивисион до края на 1967 г. През 1949 г. за 1,45 милиона песо в отбора пристига Хосе Мануел Морено от Ривър Плейт, който половин век по-късно е класиран на 25-о място в класацията на Международната организация за футболна история и статистика за футболист на 20 век (и пето място сред южноамериканските представители). С негова помощ и под ръководството на Алберто Бучикарди, Универсидад Католика печели първата си шампионска титла, завършвайки на четири точки пред Сантяго Уондърърс. Между март и май 1950 г. „католиците“ провеждат първото си европейско турне, като изиграват осем мача в Испания, Белгия и Германия (две победи, две равенства и четири загуби). Те печелят Международния Великденски турнир в Барселона след равенство със сборен отбор на Каталуния и победа над Саарбрюкен, а по-късно побеждават и Байерн Мюнхен.

### Добри и лоши времена
Следващите няколко сезона отново завършват с посредствено класиране, преди Универсидад отново да спечели титлата през 1954 г., този път с минимална преднина. „Католиците“ завършват първата фаза на шампионата на първо място с точка преднина пред Коло Коло, а във втората остават на пето място, но с равен брой точки с Коло Коло, благодарение на равенството между двата тима в последния кръг. Така след събирането на точките Универсидад запазва точката преднина. Следващият сезон е на обратния полюс и отборът остава на последно място и изпада във втора дивизия. Още през 1956 г. обаче се връща в елита, след като завършва с равен брой точки с Депортес Ла Серена и печели баража срещу тях с 3:2. Следващата година Универсидад Католика се спасява от ново изпадане заради щастливо за тях стечение на обстоятелствата. „Кръстоносците“, О′Хигинс и Феробадминтон заемат последните три места с по 21 точки и се налага да изиграят минитурнир помежду си, за да определят изпадащия отбор, който се оказва именно Универсидад. На заелия третото място Сан Луис де Кийота обаче са отнети 13 точки заради нередовен играч и така този тим остава със 17 точки и отпада директно, а резултатите от минитурнира са анулирани. Следват нови посредствени сезони, за да дойде третата титла през 1961 г. В последния кръг „католиците“ и Универсидад де Чиле завършват наравно мача помежду си и остават с равен брой точки на върха на класирането. Нов мач трябва да определи шампиона, но и той завършва наравно. Така се налага да бъде изиграно трето „университетско дерби“ в рамките на една седмица, но е взето решение при ново равенство Универсидад Католика да бъде обявен за шампион заради по-добрата голова разлика. В крайна сметка обаче те надделяват с 3:2. Тази шампионска титла означава и място в турнира за Копа Либертадорес през 1962 г., където „кръстоносците“ стигат до полуфинал, загубен от бразилския Сантос. По това време Универсидад де Чиле вече е навлязъл в своята златна ера и до края на десетилетието печели пет шампионски титли, докато Универсидад Католика остава пет пъти на второ място. Все пак „католиците“ успяват да се преборят за четвъртата си шампионска титла си през 1966 г., а друга малка утеха е представянето на отбора за Копа Либертадорес, където още два пъти стига до полуфиналната фаза.
През 1970-те години привържениците на Универсидад нямат много поводи за радост. Отборът натрупва големи дългове, които водят до решението за продажба на земята под стадион Индепенденсия и неговото разрушаване. Кризата оказва негативно влияние и върху чисто спортните дела на тима. Така през 1973 г. той завършва на последно място и изпада във втора дивизия. Взе пак през 1975 г. Универсидад успява за втори път да спечели първентството на Примера Б и се завръща в елита. Значими успехи през следващите няколко години липсват, но поне личи желанието на клубното ръководство да стабилизира отбора, а в края на десетилетието е взето решение да се построи нов стадион.

### Завръщане към успехите
В началото на 1980-те години Универсидад Католика успява да се измъкне от кризата, а с това се завръщат и успехите. През 1983 г. тимът печели за първи път в историята си Купата на Чили, както и единственото издание на Копа де ла Република. През 1984 г. печели петата си шампионска титла, а освен това отново играе в полуфиналтата фаза на Копа Либертадорес. Тогава се състои и второто европейско турне на отбора, като от седем мача в Испания са спечелени четири, а един завършва наравно. „Католиците“ печелят приятелските турнири Трофео Суидад де Аликанте и Трофео Суидад де Палма (след 3:2 срещу Барселона на финала). Успехите не спират дотук и след много силен сезон през 1987 г., Универсидад добавя към колекцията си още една титла на страната, оставяйки Коло Коло на десет точки след себе си (по това време за победа се дават две точки). Заради представянето си този състав – състоящ се само от чилийски футболисти – печели прозвището Валякът кръстоносец. Година по-късно е открит новият стадион Сан Карлос де Апокиндо.
Доброто представяне на отбора продължава и през 1990-те години. През 1991 г. Универсидад печели Купата на Чили след само една загуба и шест равенства в общо 17 мача. През 1993 г. стига до финал за Копа Либертадорес, където губи от Сао Пауло с общ резултат 5:3. Така бразилците печелят правото да участват в мачовете за Копа Интерамерикана срещу носителя на Северноамериканската Шампионска Купа, но заради финансови затруднения си издействат специално разрешение да участват не само в турнира за Копа Либертадорес, но и за Копа КОНМЕБОЛ (така ще изиграят повече мачове и ще имат повече приходи) и тъй като първият кръг на този турнир съвпада с мачовете за Копа Интерамерикана, през 1994 г. срещу костариканския Депортиво Саприса се изправя финалиста за Копа Либертадорес – Универсидад Католика. „Католиците“ губят гостуването си с 3:1, но на реванша печелят в редовното време със същия резултат, а в продълженията добавят още два гола. С общ резултат 6:4 те печелят първата си и единствена официална международна титла. До края на десетилетието отборът триумфира в турнира за Купата на Чили през 1995 г. и в Апертура през 1997 г.

### Началото на 21 век
Началото на 21 век не е белязано с успехите от последните две десетилетия на 20 век. Универсидад печели шампионската титла в турнира Апертура през 2002 г., след като побеждава на финала Рейнджърс де Талка с общ резултат 5:1. В турнира Клаусура през 2005 г. отборът отново триумфира с титлата, след като в университетското дерби първо печелят с 1:0 като гости, реваншът завършва 2:1 за Универсидад де Чиле, а при дузпите „католиците“ надделяват с 5:4. В редовния сезон тимът допуска само три гола в 19 мача, а вратарят Хосе Мария Булюбашич не получава гол в рамките на 1352 минути – рекорд за чилийското първенство и четвърто място в света. Същата година Универсидад играе полуфинал за Копа Судамерикана, където губи с общ резултат 3:2 от бъдещия шампион Бока Хуниорс. На 29 септември 2009 г. е създадено акционерно дружество Крусадос, което поема активите на футболния клуб от Католическия университет за период от 40 години и излиза на фондовата борса. През 2010 г. Универсидад Католика печели юбилейната си десета титла, като няколко кръга преди края изостава на седем точки от Коло Коло, но в крайна сметка успява да го остави на три точки зад себе си. Година по-късно печели четвъртата си Купа на Чили, след като разменя по една победа с 1:0 с Магаянес, а при дузпите надделява с 4:2. През същата 2011 г. подобрява чилийския рекорд за най-много изиграни официални мачове в рамките на една календарна година – 72 (23 в Апертура, 21 в Клаусура, 12 за Купата на Чили, 10 за Копа Либертадорес и 6 за Копа Судамерикана). През 2012 г. „католиците“ отново стигат до полуфинал в турнира за Копа Судамерикана, където отпадат от Сао Пауло с общ резултат 1:1 и допуснат гол на свой терен.

## Футболисти

### Настоящ състав
| №                                           | Нац.    | Играч                | Роден             | Последен отбор      |
| Вратари                                     | Вратари | Вратари              | Вратари           | Вратари             |
| ------------------------------------------- | ------- | -------------------- | ----------------- | ------------------- |
| 1                                           |         | Кристофър Тосели     | 15 юни 1988       | юноша на отбора     |
| 12                                          |         | Алваро Огалде        | 13 май 1997       | юноша на отбора     |
| 21                                          |         | Франко Костансо      | 5 септември 1980  | Олимпиакос          |
| 25                                          |         | Мигел Варгас         | 15 юни 1996       | юноша на отбора     |
| Защитници                                   |         |                      |                   |                     |
| 2                                           |         | Херман Ланаро        | 21 март 1986      | Палестино           |
| 3                                           |         | Раймундо Ребойедо    | 14 май 1997       | юноша на отбора     |
| 4                                           |         | Кристиан Алварес     | 20 януари 1980    | Университарио       |
| 8                                           |         | Пабло Алварес        | 7 февруари 1985   | Насионал Монтевидео |
| 13                                          |         | Бенхамин Кусчевич    | 2 май 1996        | Реал Мадрид (юн.)   |
| 18                                          |         | Франсиско Сиералта   | 6 май 1997        | юноша на отбора     |
| 26                                          |         | Гийермо Марипан      | 6 май 1994        | юноша на отбора     |
| 27                                          |         | Хуан Карлос Еспиноса | 5 юли 1991        | Уачипато            |
| 29                                          |         | Стефано Магнаско     | 28 септември 1992 | Гронинген           |
| 30                                          |         | Бастиан Кампос       | 13 март 1997      | юноша на отбора     |
| 31                                          |         | Валтер Ибанес        | 10 декември 1984  | Алианса Лима        |
| 32                                          |         | Марко Бискупович     | 30 юни 1989       | Пуерто Монт         |
| 33                                          |         | Алфонсо Паро         | 15 октомври 1989  | Нюбленсе            |
| Полузащитници                               |         |                      |                   |                     |
| 5                                           |         | Томас Коста          | 30 януари 1985    | Колон               |
| 6                                           |         | Сесар Фуентес        | 12 април 1993     | О′Хигинс            |
| 7                                           |         | Кристиан Браво       | 1 октомври 1993   | Гранада Б           |
| 10                                          |         | Диего Рохас          | 15 февруари 1995  | юноша на отбора     |
| 11                                          |         | Фернандо Кордеро     | 26 август 1987    | Унион Еспаньола     |
| 15                                          |         | Мичаел Риос          | 19 юни 1985       | Депортес Икике      |
| 17                                          |         | Карлос Еспиноса      | 22 ноември 1982   | Уачипато            |
| 19                                          |         | Марк Гонсалес        | 26 февруари 1996  | ЦСКА Москва         |
| 20                                          |         | Фабиан Мансано       | 13 януари 1994    | юноша на отбора     |
| 23                                          |         | Марко Медел          | 30 юни 1989       | Сантяго Уондърърс   |
| 24                                          |         | Карлос Лобос         | 21 февруари 1997  | юноша на отбора     |
| 28                                          |         | Хайме Кареньо        | 3 март 1997       | юноша на отбора     |
| Нападатели                                  |         |                      |                   |                     |
| 9                                           |         | Хосе Луис Муньос     | 24 юли 1987       | Евъртън             |
| 14                                          |         | Давид Янос           | 27 юли 1989       | Уачипато            |
| 16                                          |         | Хейсон Варгас        | 15 септември 1997 | юноша на отбора     |
| 22                                          |         | Роберто Гутиерес     | 18 април 1983     | Сантяго Уондърърс   |
| Съставът е актуален към 7 септември 2015 г. |         |                      |                   |                     |

### Известни бивши футболисти
- Алберто Акоста
- Алберто Фуию
- Гари Медел
- Игнасио Прието
- Карлос Еспиноса
- Мануел Пелегрини
- Марио Лепе
- Милован Мирошевич
- Нестор Горосито
- Родриго Барера
- Серхио Ливингстън
- Хорхе Аравена
- Хорхе Варгас
- Хосе дел Солар
- Хосе Мануел Морено
- Хосе Мария Булюбашич

## Успехи
- Примера Дивисион:
  - Шампион (11): 1949, 1954, 1961, 1966, 1984, 1987, 1997 А, 2002 А, 2005 К, 2010, 2015 – 2016 K
  - Вицешампион (20): 1962, 1964, 1965, 1967, 1968, 1989, 1990, 1994, 1995, 1996, 1997 К, 1999, 2001, 2002 К, 2007 А, 2009 К, 2011 А, 2013 Т, 2013 А, 2014 К
- Примера Б:
  - Шампион (2): 1956, 1975
  - Вицешампион (1): 1937
- Копа Чиле:
  - Носител (4): 1983, 1991, 1995, 2011
  - Финалист (8): 1983, 1991, 1995, 2011 1958, 1961, 1962, 1982, 1984, 1989, 1990, 2013
- Копа де ла Република:
  - Носител (1): 1983
- Копа Либертадорес:
  - Финалист (1): 1993
- Копа Интерамерикана:
  - Носител (1): 1994

## Рекорди
- Най-голяма победа:
  - в Примера Дивисион: 10:1 срещу Палестино, 3 септември 1994 г.[9]
  - за купата: 10:0 срещу Сан Педро де Атакама, 24 май 2010 г.
  - в международни турнири: 6:0 срещу Минервен, 25 февруари 1997 г. и срещу Минерос де Гуаяна, 4 март 1997 г.
- Най-голяма загуба:
  - в Примера Дивисион: 9:2 срещу Аудакс Италяно, 1945 г.
  - в международни турнири: 7:2 срещу Емелек, 22 февруари 1962 г.
- Най-много поредни мачове без загуба във всички турнири: 21, 2013 г.
- Най-много поредни мачове без загуба за първенство: 29, 2005 г.
- Най-много поредни победи: 10, 1987 г.
- Най-много мачове:
  - във всички турнири: Марио Лепе – 639
  - в международни турнири: Марио Лепе – 76
- Най-много голове:
  - във всички турнири: Родриго Барера – 117
  - в международни турнири: Алберто Акоста – 19